# A Walk with Love and Death
A Walk with Love and Death (Caminhando Com o Amor e a Morte ) é um filme estadunidense, de 1969, dos gêneros drama, épico e romance, dirigido por John Huston, roteirizado por Dale Wasserman, baseado no livro de Hans Koningsberger 
, música de Georges Delerue.

## Sinopse
França, século XIV, durante a guerra dos 100 anos, dois jovens apaixonados, um estudante e a filha de um nobre, tentam fugir e encontram morte e desolação.

## Elenco
- Anjelica Huston ....... Claudia
- Assi Dayan ....... Heron de Fois (como Assaf Dayan)
- Anthony Higgins ....... Robert de Loris (como Anthony Corlan)
- John Hallam ....... Sir Meles
- Robert Lang ....... Líder dos imigrantes
- Guy Deghy ....... o padre
- Michael Gough ....... monge maluco
- George Murcell ....... o capitão
- Eileen Murphy ....... cigana
- Anthony Nicholls ....... Padre Superior
- Joseph O'Conor ....... Pierre de St. Jean (como Joseph O'Connor)
- John Huston ....... Robert o emissário
- John Franklyn
- Francis Heim
- Melvyn Hayes